# くふう住まいコンサルティング
株式会社くふう住まいコンサルティング（Kufu Sumai Consulting Inc.）は、主に不動産関連のコンサルティングを手掛けている日本の企業。くふうカンパニーホールディングスのグループ会社であり、くふう住まいの100%子会社。旧社名はハイアス・アンド・カンパニー株式会社。

## 概要
2005年に日本エル・シー・エー（後のエル・シー・エーホールディングス）出身の13名によりハイアス・アンド・カンパニー株式会社として設立。主に個人や不動産業者向けに、不動産関連のコンサルティング業務を手掛けている。
2016年4月に東京証券取引所マザーズ市場に上場し、2020年7月に東京証券取引所第一部へ市場変更したが、不正会計や新規上場並びに市場変更時における申請書類に虚偽があったことから、同年12月に東京証券取引所マザーズへ再度市場変更された。2021年6月4日にくふうカンパニーの連結子会社となり、2024年2月1日付でくふう住まいの完全子会社となった（後述）。
2024年8月1日付で、商号を株式会社くふう住まいコンサルティングに変更した。

## 沿革
- 2005年3月31日 - ハイアス・アンド・カンパニー株式会社として設立。
- 2007年6月 - エヌ・ティ・ティ・ビジネスアソシエと業務提携。
- 2016年4月5日 - 東京証券取引所マザーズへ上場。
- 2017年12月 - 楽天LIFULL STAYと業務提携。
- 2018年2月 - 不動産特定共同事業者の許可を受ける。
- 2020年
  - 7月21日 - 東京証券取引所第一部へ市場変更。
  - 7月28日 - 不正会計があったとして、第三者委員会を設置[8]。
  - 9月30日 - 東京証券取引所から監理銘柄（審査中）の指定を受ける[9]。
  - 11月27日 - 東京証券取引所から監理銘柄（審査中）の指定解除の上、特設注意市場銘柄の指定を受ける[6]。
  - 12月27日 - 指定替え・市場変更等の特例（特設注意市場銘柄の指定）により東京証券取引所マザーズへ再度市場変更。
- 2021年
  - 5月29日 - くふうカンパニーによる株式公開買付けが成立。
  - 6月4日 - 株式公開買付けと第三者割当増資により、くふうカンパニーの連結子会社となる。
- 2022年
  - 1月26日 - 東京証券取引所から特設注意市場銘柄の指定継続の決定を受ける[10]。
  - 4月28日 - 特設注意市場銘柄の指定継続に伴い東証マザーズ指数から除外。
  - 7月28日 - 東京証券取引所が特設注意市場銘柄の指定を解除[11]。
  - 11月30日 - OMソーラーを第三者割当増資により子会社化[12][13]。
- 2023年10月18日 - ゴールドエッグスを完全子会社化[14]。
- 2024年
  - 1月30日 - 東京証券取引所グロース市場上場廃止[1]。
  - 2月1日 - 株式交換により、くふう住まいの完全子会社となる。
  - 8月1日 - 商号を株式会社くふう住まいコンサルティングに変更[7]。

## 不正会計・上場書類の虚偽記載、くふうカンパニー傘下へ
2020年6月17日に、不正会計が行われたのではないかという情報が監査役会に送られてきた。
最初の調査では、2016年4月期に計上すべきであった上場支援に係るコンサルタント報酬が計上されていなかった他、2017年4月期においても当時の取締役などが不正会計に関与していたことが明らかになった。
ハイアス・アンド・カンパニーは、東証一部への市場変更後の2020年7月28日に第三者委員会を設置。同年9月29日に第三者委員会による中間報告書を発表。一連の不適切会計は多数の取締役や一部の監査役が関与していたこと、東証マザーズへの新規上場審査並びに東証一部への市場変更審査において、日本取引所自主規制法人に対して虚偽の回答を行っていたこと、東証一部への市場変更審査中に不適切会計を認識していたにもかかわらず、日本取引所自主規制法人への報告を怠っていたことなどが明らかとなった。
会計監査人であったあずさ監査法人は2020年9月30日に意見不表明を行い、東京証券取引所も同日に東京証券取引所から監理銘柄（審査中）に指定。あずさ監査法人は翌10月1日付でクライアント契約を解除した。ハイアス・アンド・カンパニーも、2015年4月期から2020年4月期第三四半期までの有価証券報告書などの訂正処理を行った他、創業者かつ社長を務めていた濱村聖一も9月30日付で社長を辞任し、後任の社長には川瀬太志が就任した。
第三者委員会は2020年10月26日に最終調査書を公表。第三者委員会は、一連の不適切会計や東証マザーズへの新規上場審査並びに東証一部への市場変更審査における虚偽回答や監査役に対する妨害などを、一部取締役が関与していたと結論づけた。同年11月16日には、川瀬社長、中山史章取締役、大津和行常勤監査役が同年12月23日付で辞任することを発表した。東京証券取引所は同年11月27日に、内部管理体制が不十分であること、上場市場の変更申請に係る宣誓書において宣誓した事項について違反を行っていたことから、ハイアス・アンド・カンパニー株式を監理銘柄（審査中）を解除した上で特設注意市場銘柄へ指定したと同時に、同年12月27日付で指定替え・市場変更等の特例（特設注意市場銘柄の指定）により東証マザーズへ再度市場変更を行うことを決定した。ハイアス・アンド・カンパニー株式は同年12月27日に東証一部から東証マザーズへ再度市場変更された他、翌12月28日に東証株価指数からも除外された。ハイアス・アンド・カンパニーの5か月という東証一部指定期間は、東証本則市場における新規上場並びにマザーズやJASDAQからの市場変更から上場廃止並びにマザーズやJASDAQへの再市場変更までの期間では、従来の最短記録であったモリモト（東証二部、2008年、民事再生法申請）の10か月を下回る過去最短となった。
2020年12月15日には、川瀬社長が同年10月1日に、所定の手続きを経ることなく、独断で代表取締役の職務権限を超える金額の支払約定書に署名した可能性が判明した。ハイアス・アンド・カンパニーは同日に、川瀬社長が代表取締役としての忠実義務に違反していると判断し、川瀬を代表取締役社長から解任。後任の社長には同じ創業メンバーである福島宏人が就任した。
ハイアス・アンド・カンパニーは、不適切会計に関与した旧経営陣かつ大株主の内、濱村元社長や柿内和徳元取締役に対して保有株式の処分を求めていたが、くふうカンパニーは2021年4月14日に株式公開買付けを行う事、ハイアス・アンド・カンパニーに対する第三者割当増資を引受けることを発表。2021年5月29日にくふうカンパニーによる株式公開買付けが成立。ハイアス・アンド・カンパニーは同年6月4日付でくふうカンパニーの連結子会社となった。
ハイアス・アンド・カンパニーは2021年6月28日に、旧経営陣の内、濱村元社長、柿内元取締役、西野敦雄元取締役の3人に対する損害賠償請求を行う事を決議した。
2021年7月29日付でくふうカンパニーから、穐田誉輝くふうカンパニー取締役会長、新野将司くふうカンパニー代表取締役も含めた役員が送り込まれたと同時に、代表取締役社長には新野将司が就任した。ハイアス・アンド・カンパニーの役員はくふうカンパニー出身者で占められることになったと同時に、福島社長は退任し、日本エル・シー・エー出身者かつ創業メンバーは経営陣から一掃されることになった。
くふうカンパニー傘下入り後はグループ会社の再編を進めており、SUNRISE株式会社は2021年9月に全株式が経営陣に譲渡された他、株式会社アール・プラス・マテリアル、株式会社HCマテリアル、株式会社家価値サポートの3社は2021年11月から2022年1月にかけてハイアス・アンド・カンパニーへ吸収合併された。2023年8月には、株式会社ans全株式が経営陣へ譲渡された他、GARDENS GARDEN株式会社もハイアス・アンド・カンパニーへ吸収合併された。
東京証券取引所は2022年1月26日に、特設注意市場銘柄の指定継続を決定した。特設注意市場銘柄の指定継続を受け、穐田取締役と菅間淳取締役は同年1月31日に取締役を辞任した。東証マザーズ指数も、特設注意市場銘柄の指定継続に伴い同年4月28日に除外された。ハイアス・アンド・カンパニーは、特設注意市場銘柄の指定により、東証株価指数と東証マザーズ指数の2回も株価指数から除外される事になった。東京証券取引所は2022年7月28日に、特設注意市場銘柄の指定を解除した。
くふうカンパニーは2023年11月14日、ハイアス・アンド・カンパニーを2024年2月1日付で株式交換によりくふう住まいの完全子会社にすることを発表。ハイアス・アンド・カンパニーは2024年1月30日に上場廃止となり、同年2月1日付でくふう住まいの完全子会社となった。

## 子会社
- 一般社団法人住宅不動産資産価値保全保証協会
- 株式会社K-コンサルティング
- 株式会社アールプラス DM
- ハイアス・プロパティマネジメント株式会社
- ハイアス・キャピタルマネジメント株式会社
- OMソーラー株式会社
- 株式会社ゴールドエッグス